# Egészségbiztosítás
Az egészségbiztosítás egyrészt a társadalombiztosítás egyik pillére (a nyugdíjbiztosítás mellett), amely alapján a társadalom tagjai betegség esetén közösségi pénzügyi alapból fizetett egészségügyi ellátást kapnak. A gyógyítás finanszírozását végezheti közvetlenül állami szervezet az állami költségvetésből, ez a szovjet típusú, a megszervezőjéről Szemasko-modellnek nevezett rendszer. Ezt vették át a második világháború után a szovjet érdekszférába került „népi demokratikus” országok, valamint Nagy Britannia W. Beveridge munkaügyi miniszter javaslatára, 1942-ben.
Másrészt, az egészségbiztosítás a biztosítások olyan, viszonylag újkeletű formája, amelyben a hagyományos, biztosítási összeget kifizető szolgáltatás mellett megjelenik a szolgáltatásfinanszírozás is, melynek keretében a biztosítóval szerződött magán-, állami vagy önkormányzati kórházakban a biztosító átvállalja a biztosított ténylegesen felmerülő, bizonyos költségeit.
A korszerű társadalombiztosítási rendszerek Bismarck 1881-ben megkezdett és 1889-ben befejezett törvényeinek elvei szerint működnek ma is. Ennek pénzügyi alapja törvényben rögzített, célhoz kötött adó: a járulék, amelynek fizetése speciális, biztosítási jogviszonyt hoz létre. Ennek főbb jellemzői: a minden jövedelemmel rendelkezőre egységesen kirótt, törvényben meghatározott mértékű járulékfizetés, a biztosítási rendszerbe való kötelező belépés , és a biztosítók befogadási kényszere (nem vizsgálhatják a biztosított egyéni egészségi vagy pénzügyi kockázatát). Ezek az elvek az egyes országokban azonban eltérő technikákkal, különböző módon valósulnak meg. A szolgáltatásokat a bismarcki rendszerben önigazgató közvetítő szervezetek, (nyugdíj- és) egészségbiztosítók finanszírozzák. Néhány országban történetileg önálló balesetbiztosítás, Németországban 1996-ban önálló (kötelező) ápolásbiztosítás alakult meg.
Az egészségbiztosító elméletileg kétféle lehet: magán vagy állami szervezet. A tisztán piaci alapú és tisztán állami rendszerek között azonban számos, a két rendszer elemeit elegyítő átmeneti változat létezik. Az Európai Unió (EU), illetve Európa országaiban különböző modellek léteznek. Az európai rendszerek többségében az egészségbiztosítók erős állami szabályozás alatt álló, különleges jogállású, közösségi szervezetek. Ebbe a kategóriába tartozik Németország, Ausztria, Franciaország, Belgium, Hollandia és Luxemburg. Centralizált állami rendszer működik Angliában és Írországban, ahol az egészségügyi alapbiztosítás állampolgári jogon járó, adóból finanszírozott. Svédország, Finnország, Dánia döntően állami, (területi alapon) decentralizált egészségbiztosítást működtet. A déli országok (Portugália, Spanyolország, Olaszország, Görögország) egészségbiztosítása vegyes, csak kisebb részben társadalombiztosítási alapú. A posztszocialista országok mindegyike áttért az állami rendszerről a biztosítási alapú rendszerre, ez Magyarországon az 1992-ben született egészségbiztosítási törvénnyel történt meg.
A döntően piaci alapú egészségbiztosítás példája az Egyesült Államok, azonban az idősek és a szegények ellátását ott is állami szervezetek (Medicare illetve Medicaid) finanszírozzák. Ott a társadalombiztosításban a részvétel nem kötelező, amin több elnök kísérelt meg változtatni, köztük Barack Obama is. Több – elsősorban kelet-európai, posztszocialista – országban a hivatalos, biztosítói finanszírozáson kívül az egészségügy finanszírozásának van egy jelentős, illegális eleme, a paraszolvencia (azaz a zsebből zsebbe fizetés, hálapénz).
A fejlett és fejlődő országok egészségbiztosítási rendszerei évtizedek óta finanszírozási problémákkal küzdenek, emiatt folyamatosan változtatásokra szorulnak, és a rendszerek átalakítása, az egészségügyi reform mindenütt visszatérő belpolitikai kérdés. A reformokat több tényező teszi sürgetővé: az egyre drágább gyógyító eljárások és gyógyszerek okozta költségrobbanás, a népesség elöregedése, amely csökkenti az egészségügyi hozzájárulást fizetők, illetve növeli a szolgáltatásokat igénybe vevők számát és arányát. Növeli a keresletet a népesség rossz egészségi állapota, az egészség társadalmi és munkaerőpiaci felértékelődése, a szolgáltatások magasabb színvonala iránt növekvő általános igény is. Nem elhanyagolható költségtényező lehet az eltérő egészségügyi rendszerek eltérő hatékonysága is.

## Magyarország
Magyarországon a XIII. századtól kezdtek kialakulni a céhek, a veszélyes munkát végző bányászok között beteg társaikat segítő önkéntes pénzalapok, a társládák. Hivatalosan bejegyzettként az első 1496-ban Thurzó János bányájában létesült, Selmecen, ahol a bányatulajdonos és a bányászok kötelezettséget vállaltak a rendszeres befizetésre. Ezt minden bányában kötelezővé tette 1854-ben egy császári parancs. A legrégebbi önkéntes társuláson alapuló intézmény az 1846-ban alakult Budapesti Kereskedelmi Nyugdíj- és Betegápoló Egyesület. A korszerű kötelező biztosítók „Az ipari és gyári alkalmazottaknak betegség esetén való segélyezéséről szóló” 1891. évi XIV törvény alapján jöttek létre. A létrejövő betegbiztosítók (OTKA, MABI, MÁV stb.) egységes szabályozását 1927-28 között alkották meg, és jött létre a biztosítókat felügyelő Országos Társadalombiztosító Intézet (OTI). 1950-ben az Elnöki Tanács törvényerejű rendeletben államosította, és egységes szervezetbe (Szakszervezetek Társadalombiztosítási Központja, rövidítve: SZTK) vonta össze, a Szakszervezetek Országos Tanácsa (SZOT) felügyelete alá helyezte. A biztosítók vagyonát, kórházaikat (többek között a budapesti Péterfy utcait, a később pártvezetők ellátására kijelölt Kútvölgyi útit, vagy a jelenlegi Országos Baleseti Intézetet), bérházaikat államosították. A MÁV Betegségi Biztosító Intézete az államosításból kimaradt, elméletileg napjainkig létezik. Az államosítással együtt az 1960-as évektől a mezőgazdasági dolgozók is biztosítottá váltak, majd 1975-ben az egészségügyi ellátást állampolgári joggá vált.
Az Antall-kormány sok más egészségügyi reformlépéssel együtt újra biztosítási alapúvá tette az egészségfinanszírozást, de a második világháború előtt sikeresen működött több biztosítói rendszerhez nem tért vissza, létrehozta a biztosítói feladatokat állami hivatalként ellátó Országos Egészségbiztosítási Pénztárat (OEP). Az egészségbiztosítási ellátás finanszírozása az Egészségbiztosítási Alapon keresztül történik, amely az egészségügyi járulékból, illetve a járulékfizetésre nem kötelezettek (nyugdíjasok, gyerekek, munkanélküliek) helyett a központi költségvetés befizetéséből áll. A mentés, megelőzés, járványügy működtetése közvetlenül állami forrásból történik. Számos egészségügyi szolgáltatás költségeinek egy részét hagyományosan az igénybe vevő közvetlenül fizeti (a gyógyszer, gyógyfürdő, fogászati ellátás, munkaegészségügy költségei), ez a rész a co-payment. Ilyen új elem volt a 2007. február 15-én bevezetett vizitdíj, és kórházi kezelés esetén megfelelője, a kórházi napidíj. Egy ellenzéki kezdeményezésű „szociális népszavazás” (2008. március 9.) eredményeként alig egy év múlva eltörölték. Az üzleti kiegészítő biztosítások, egészségpénztárak megjelenésével már 1990 után a magánbiztosítási elem is bekerült a rendszerbe. Ezek a pénztárak azonban elsősorban egészségmegőrzési, sokszor csak kedvezőbb adózási lehetőséget képesek nyújtani, mert a jobbnak vélt egészségügyi ellátáshoz való hozzáférés egyszerűbb módszere a hálapénz.
A szocialista–szabad demokrata kormánykoalíció (2002–2010) pártjai közül az utóbbi az állami biztosítói monopólium megtörésében, a háború előtt Magyarországon is működőhöz hasonló, több biztosítós modell bevezetésében látta az egészségügy finanszírozási gondjainak megoldását. A szocialisták az állami rendszert egészítették volna ki erősebb kiegészítő biztosításokkal, attól tartva, hogy a magánrendszer a magas egészségügyi kockázatú és alacsony jövedelmű rétegek kárára valósulna meg. E kérdésben a konzervatív ellenzék álláspontja a szocialistákéhoz állt közel, bár kormányzásuk első két évében (1998–2000) a liberálisokhoz hasonló biztosítási modell képviselői irányították a szakpolitikát. 2007. április 4-én történt lemondását azzal indokolta Molnár Lajos szabad demokrata egészségügyi miniszter, hogy szerinte a koalíciós partner nem vállalja a reform folytatását, az egészségbiztosítási reformot.

## Más országokban

### Németország
A 19. század végén létrehozott német társadalom- ezen belül az egészségbiztosítási rendszer az európai rendszerek alapja. A német társadalombiztosítás Bismarck 1881-ben leírt, később a jóléti államok alapját képező gondolata volt, mely szerint: „a kormánynak a lakosság vagyontalan, legnagyobb lélekszámú és legalacsonyabban iskolázott rétegében is ápolnia kell azt az eszmét, hogy az állam nem csupán a szükség, hanem a jólét intézménye is. Átlátható, konkrét előnyök felmutatásával kell az embereket rávezetni arra a felismerésre, hogy az államot nem pusztán a szerencsésebb helyzetűek védelmére találták ki, hanem a rászorulók szükségleteit és érdekeit is szolgálja.”
A biztosítók jelentős része területi vagy szakmai alapon működik. A kettősségnek a bismarcki törvények vitája és elfogadása idején fennálló politikai helyzet volt az oka. A munkásmozgalom, a szakszervezetek természetesen az iparban voltak erősek, ezért ágazati rendszert akartak, hogy irányításukban jelentős szerepet kapjanak. Ezzel szemben a politikai pártok területi alapon szerveződtek, ezért szerették volna a területi alapon létrejövő biztosítókat. Végül Bismarck kompromisszuma győzött: mindkét forma törvénybe került.
Az általános kötelező betegbiztosítás a lakosság 85%-ára terjed ki, a magas jövedelműek (4050 euró/hó) választhattak magánbiztosítót, kiléphetnek a kötelező biztosítási rendszerből, 5% (rendőrök, katonák) pedig speciális biztosítással rendelkezik. Az egészségügyi kiadások közel 23%-a magánkiadás, amiből 10%-ot magánbiztosítással, tizenhármat közvetlenül, co-paymentként fizetnek a betegek. Ezek közül jelentős a 10 eurós kórházi napidíj (évente maximum 28 napig), a receptdíj (receptenként 5-10 között), valamint a negyedévente fizetett 10 euró vizitdíj-átalány, amit bizonyos kezeléseknél esetenként is fizetendő 10 euró egészít ki. 2005-ben 267 biztosító működött, ma 162, köztük néhány nagy hagyománnyal, de csak pár tízezres taglétszámmal, számuk szervezeti változások miatt változik.
Az utóbbi tíz évben számtalan változás történt. 2002-től a biztosított 18 havonként biztosítót válthat, amit 2003-ban a tagok 23,4%-a tett meg. Korábban a biztosítók a törvényben meghatározott járulékot maguk szedték be, és egy bonyolult kompenzációs rendszerrel újraosztották, 2008-tól központi hivatal szedi a járulékot, és osztja vissza a biztosítóknak. A biztosítók tagjaik közül a szűrési programokban részt vevőknek, a kevés egészségügyi szolgáltatást igénybe vevőknek jogszabályban rögzített mértékű díjfizetési kedvezményt adhatnak. Önként vállalt magasabb járulék ellenében a biztosítók egyébként nem térített szolgáltatásokat (magasabb táppénz, gyógyszerköltség vagy természetgyógyászati kezelés) térítési díjait (vagy egy részét) átvállalhatja.
A háziorvosi és a szakorvosi rendszer gyakorlatilag teljesen magánformában működik, a 2083 kórházból 32% állami, 37,5% nonprofit magán, és 30,5% profitorientált, az utóbbi években egyre több kórház –köztük több ezer ágyas egyetemi központok – került kórházüzemeltető magánvállalatokhoz.

### Ausztria
Ausztriában a betegbiztosítás 2009-ben 8,3 millió főre, azaz a népesség 99 százalékára terjedt ki, a némethez sokban hasonló, bismarcki típusú, kötelező biztosítási rendszer működik. A 22 biztosító (nyugdíj, baleset, betegbiztosítás) közül 19 foglalkozik csak betegbiztosítással, melyek területi és foglalkoztatási kategóriába tartozás alapján szervezettek. 2000-től lehetővé vált, hogy magas jövedelműek, és néhány foglalkozási csoport (orvosok, gyógyszerészek, ügyvédek) kiléphessenek a kötelező szolidaritási rendszerből, és készfizetővé váljanak, vagy magasabb összegért teljeskörű, emelt szintű magánbiztosítást kössenek.
Az egészségügyi kiadások 57,4%-át a befizetett járulékok, 19,5%-ot az állam és a (helyi, tartományi) önkormányzatok, 23,1%-át a magánkiadások fedezik. Ez utóbbiak 65,4%-a a betegek közvetlen készpénzfizetése. A receptdíj 5, a kórházi tartózkodás napidíja (maximum 28 napig) 8,3-10,5 euró, amit csökkentett összeggel a három év feletti gyermekek után is fizetni kell. Európában elsők között, 2006-ban vezették be az elektronikus betegkártyát, aminek díja évi 10 euró. Járóbeteg-ellátást igénybe vevő a „helyszínen” készpénz-hozzájárulást (co-payment) fizet, amely biztosítónként eltérő mértékű (a közalkalmazottaké, vállalkozóké 20, a bányászok, vasutasok biztosítójánál 14%).
A szakorvosi ellátás magánpraxisokban történik, a 264 kórházból 103 magán, a kórházi ágyak 15%-a működik profitérdekelt kórházban. A kórházak többsége holdingszerű szervezetekbe tömörül, melyek központosítottan látják el elsősorban a nem orvosi feladatokat. E szervezetek területi (tartományi) alapon működnek, tagjai eltérő tulajdonosú intézmények.

### Egyesült Királyság
A brit egészségügyi rendszer nem biztosítási alapú, hanem adókból finanszírozott, erősen centralizált rendszer. Az egészségügyi ellátások irányítását, finanszírozását az 1948-ban alakult Országos Egészségügyi Szolgálat (National Health Service, NHS) végzi, amely egyben tulajdonosa is az egészségügyi intézményeknek, és az egészségügyi dolgozók munkaadója is. Az NHS költségvetésének 94%-a adóból származó állami forrás, a maradék vagyongazdálkodásból és beteg-befizetésekből származik.
A rendszer irányítása háromszintű: az országos az Egészségügyi Minisztérium (Department of Health), a második szint az NHS tíz regionális Stratégiai Egészségügyi Hatóság (Strategic Health Authorities), a harmadik a Körzeti Egészségügyi Hatóság (District Health Authorities, amit 1996-tól Alapellátási Trösztnek (Primary Care Trusts).
Az angol orvosok aránya a lakosság-számhoz Európában a legalacsonyabb, a kórházi ágyak száma intenzíven csökken, az orvosi ellátás nehezen elérhető. Ezen részben segít a kényszerből is népszerű NHS Direct folyamatosan működő telefonos orvosi tanácsadó. Az orvosi ellátási esetek 90%-a háziorvosnál történik, beutalója nélkül intézményben nem fogadják a beteget. Választások során minden politikai párt ígéri a műtéti várólisták idejének csökkentését. A betegek receptenként 2009-ben 7,1 fontot fizettek, de az állami rendszer orvosai csak a gyógyszerek egy részét jogosultak felírni az NHS költségére.
Az egészségügy problémáinak megoldására több, részleges sikereket hozó reform született. 2005-ben döntöttek arról, hogy magánkórházakban is finanszírozza az állam meghatározott ellátások egy részét (a nem sürgős műtétek 11%-a magánellátás), és meghatározott kritériumok megléte esetén állami tulajdonú kórházak átalakulhatnak önállóan működő nonprofit társaságokká. 2009-ben új egészségügyi törvény lehetővé teszi a fizetős ápolási szolgáltatásokat, támogatja az egészségügyi vállalkozásokat és innovációt, erősíti a betegjogokat és a betegek védelmét a gyengébb egészségügyi szolgáltatóktól. Szabadabbá vált egyes –hosszú várakozási idejű – beavatkozások előzetes engedély alapján más országokban történő igénybevétele.

### Amerikai Egyesült Államok
Az Amerikai Egyesült Államok egészségbiztosítási rendszere évtizedek óta heves viták tárgya, aminek oka két ellentétes társadalompolitikai nézet ütközése. A konzervatív nézet szerint az egyén döntési szabadságának alkotmányos jogát sértené a kötelezővé tett egészségbiztosítás, míg a liberálisok felfogása szerint az állam kötelessége a kötelező szolidaritás, a betegek javára történő állami pénzügyi redisztribúció. A biztosítás napjainkig nem kötelező, ami alapvető eltérés minden más fejlett ország rendszerétől.
1811-ben iktatták törvénybe, hogy a háborús veteránok és hozzátartozóik – pénzügyi támogatás mellett – egészségügyi ellátásra is jogosultak. Az ellátást külön szervezet, a Veteránügyi Hivatal (Veterans Administration) nyújtja, amely így az USA első egészségbiztosítója volt. Az ellátottak száma ma 22,6 millió, melyből kétmillió a második világháborúban, 7,5 millió a koreai és a vietnámi háborúban szerzett jogosultságot katonaként vagy családtagként. Az ellátást saját intézmény-hálózattal nyújtja, 152 kórházat és 798 szakorvosi-, és számos rehabilitációs centrumot tart fent, ezzel a legnagyobb egészségügyi szolgáltató is az USA-ban. A lakosság a vagyonbiztosításhoz hasonlóan önként köthetett egészségbiztosítást, vagy betegség esetén készpénzzel fizette ki az ellátás teljes költségét.
1935-ben Roosevelt a New Deal, a gazdasági világválságot követő fellendülés jegyében óriási állami finanszírozású közmunka-programokat indított, és elfogadtatta a tisztességes munkaviszonyról szóló törvényt (Fair Labor Relations Act), amely kötelezte az állami programban részt vevő vállalatokat, hogy dolgozóiknak egészségügyi ellátást nyújtsanak. A több tízezer embert foglalkoztató beruházások egészségügyi ellátásának szervezésére magántársaságok alakultak, akik egységes „fejpénz” (biztosítási díj) ellenében átvállalták a vállalatoktól az orvosi ellátás szervezését és finanszírozását. Ezt részben a helyszínre telepített „tábori kórházakban” biztosították, de leszerződtek a környék orvosaival, kórházaival is, később saját egészségügyi intézmény-láncokat hoztak létre. Így alakultak ki a ma már általános „managed care” (szervezett betegellátást nyújtó) magánvállalkozások, az HMO-k, amelyek egyesítik a biztosítói és betegellátói szerepet.
Erősítette a szervezett biztosítási rendszer bővülését a második világháború alatt fellépő munkaerőhiány és az infláció ellen bevezetett bérstop, ami a vállalatokat a szociális ellátások, így az egészségbiztosítás kiterjesztésére kényszerítette. Az 1960-as évek végére a legtöbb amerikainak volt egészségbiztosítása, ezeket azonban többségében a munkaadók fizették dolgozóik és családjuk javára magánbiztosítóknál. A biztosítási díjak, az egészségügyi ellátás költségei a világon a legmagasabbak, a világ népességének 5%-át kitevő amerikaiak a teljes egészségügyi ráfordítások 48%-át költik el. Ennek elsődleges okai között van az ellátás magas színvonala, a magas egészségügyi bérek, a kiemelkedő kutatási- és gyógyszerkiadások, a magas adminisztrációs költségek
1946-ban Truman sikertelenül próbálta elfogadtatni egy általános és kötelező egészségbiztosítás tervét, amivel azóta is több elnök kudarcot vallott, így Nixon 1974-ben, utoljára Clinton, 1993-ban.
Jelentős lépés volt 1965-ben, amikor Johnson elnök elfogadtatta a Medicare és Medicaid rendszert. A Medicare program 40 millió 65 éven felüli, gyerek és fogyatékos számára a szövetségi kormány által finanszírozott egészségbiztosítás. A Medicaid 20 millió szociálisan hátrányos helyzetű egészségbiztosítása, amelyet az államok és a szövetségi kormányzat fele-fele arányban finanszíroznak. Magánbiztosított 198 millió amerikai, ebből 159 millió biztosítását munkáltatójuk fizeti, ami csökkenti a biztosítók kockázat szerinti szelekciós lehetőségét. A lakosság 15%-a nem köt biztosítást (több mint 40 millió lakos), ők elsősorban a 65 év alatti, önálló jövedelemmel rendelkezők. Az egészségügyre fordított kiadásoki 44%-át állami forrásból, 36%-ot a magánbiztosítók, a fennmaradó részt a betegek fizetik.
2010 márciusában viharos politikai csaták után az amerikai törvényhozás Barack Obama elnök kezdeményezésére új egészségbiztosítási törvénycsomagot fogadott el, mely szerint minden amerikai polgár vagy munkaadója köteles egészségbiztosítást kötni, a biztosítók kötelesek minden jelentkezőt fogadni, megemelik az egészségügyi adójóváírás arányát, a Medicaid-ellátásra jogosultság határát, különadókat vetnek ki a gyógyszeripari cégekre, egészségügyi készülékek gyártóira (és a szolárium-üzemeltetőkre), szigorítják az állami biztosítók által nyújtott szolgáltatások igénybevételét. A törvénycsomag több lépcsőben lép életbe, hatására a jelenlegi 85%-os biztosítási arány 98%-ra nő.

### Franciaország
Franciaországban az egészségbiztosítás kötelező, a lakosság 99,9%-ára terjed ki, a munkaadók és munkavállalók elkülönített, jövedelemarányos befizetéseiből működik. Az egészségbiztosítás alapját három nagy biztosító és több száz „betegkassza” (mutuelle) bonyolult rendszere képezi. Az állami CNAMTS az ipari és kereskedelmi dolgozók, állami alkalmazottak (összesen a lakosság 82%), valamint a szegények (1,6%) biztosítója, 16 regionális és 128 területi (helyi) biztosító tartozik hozzá. A CANAM szintén állami, a magánvállalkozók (5%) biztosítását szervezi. Az MSA magánbiztosító, tagjai a mezőgazdasági és vidéki dolgozók (7,2%). A nagyok mellett számos tradicionális ágazati (bányászat, tengerészek és kikötőmunkások, vasutasok stb.) biztosító is működik. A három nagy biztosító tevékenységét 2004-től közös biztosítóegyesület, az UNCAM koordinálja, felügyeletüket a munkáltatók és a szakszervezetek képviselőiből álló testület látja el.
Az egészségbiztosítás másik, speciálisan francia eleme a mintegy 1500 mutuelle. E szervezetek egyesületi vagy szövetkezeti jellegű társulások, állami ellenőrzés és regisztráció (Registre national des mutuelles) mellett működnek. Ezek azok a szervezetek, amelyekkel a lakosság közvetlen kapcsolatban van. A mutuelle-ek többsége – a három nagy szervezettel kötött szerződés alapján – végzi az operatív biztosítói teendőket, szerződnek a polgárokkal, munkáltatókkal, és szervezik a velük szerződöttek egészségügyi ellátását. Kisebb részük önálló biztosítóként működik, a mutuelle-ek harmadik csoportja csak kiegészítő biztosítást nyújt azokra az esetekre, amikor az egyébként másutt biztosítottnak fizetnie kell a szolgáltatásért.
A mutuelle és a kiegészítő biztosítás különösen fontos, mert a francia co-payment rendszer Európában a legszigorúbb. A járóbeteg orvosi ellátás központilag meghatározott teljes díját (ez ma háziorvosnál 24 euró, szakorvosnál ennek akár a többszöröse, és 1 euró vizitdíj), a megvásárolt gyógyszer teljes árát a betegnek ki kell fizetnie, és a biztosító (gyakrabban a mutuelle) utólag téríti meg a benyújtott számla meghatározott részét, általában 70%-ot. Kórházi kezelés végén 20% önrészt fizet a beteg, és továbbá napi 15 eurós térítési díjat. A kiegészítő biztosítások az önrészt, vagy annak egy részét átvállalják. Franciaországnak csak 3 régióban (Départements (Bas-Rhin, Haut-Rhin und Moselle) sikerült eddig elérni, a biztosítókat arra kötelezni, hogy az egészségügyi ellátások 90%-át vállalják át. Más régiókban
Az általános (kötelező) biztosítást nyújtó mutuelle-ek nonprofit kórházakat is működtetnek, de a kórházi ágyak kétharmada közösségi (állami, helyhatósági), profitorientált magánkórház a kórházak 40%-a (de ez csak az ágyak 20%-át teszi ki). Az egészségbiztosítás növekvő hiánya miatt 2004-ben komoly pénzügyi reformot hajtottak végre, a 2008-ban kezdődött kórházi szerkezetátalakítás keretében csökkentették a kórházak és a kórházi ágyak számát.
2016-tól Franciaországban az ún. céges betegbiztosítás (mutuelle d´entreprise) került bevezetésre, melynek köszönhetően a munkadóknak az alapbiztosításon (securité sociale) felül a mutuelle-ekben (alapbiztosításon felüli betegbiztosítás) is részesedniük kell. Egyes szakértők ezt fontos HR-témabeli előrelépésnek látják, mások szerint ez a „securité sociale” feloszlatásához vezethet. A változtatásnak köszönhetöen az eddig mindenki számára elérhető „mutuelle individuelle”, csak nyugdíjasok (mutuelle santé pour senior) és önvállalkozók (mutuelle santé pour tns) számára lesz elérhetö.

### Hollandia
2006 előtt Hollandiában egységes, általános kötelező biztosítás nem volt, magánbiztosítók működtek, amelyek között az egyének, a vállalatok (dolgozóik és azok családtagjai részére) választhattak különböző biztosítási csomagokat. 2006. január 1-jén átfogó egészségügyi reform lépett életbe. A legfontosabb változás, hogy törvényben meghatározott alapcsomagra mindenki köteles biztosítást kötni a négy nagy (a lakosság 88%-át lefedő) országos hatáskörű, vagy a további 28 területi magánbiztosítóval. A biztosítási díj egységes, azonban azok részére, akik évi 255 eurónál kevesebb egészségügyi szolgáltatást vettek igénybe, év végén eltérő mértékű visszatérítési kedvezményt adhattak a biztosítók. Ezt a kedvezményrendszert adminisztratív bonyodalmai miatt megszüntették 2008-ban, azóta a kötelező egyösszegű önrészből (co-payment) adhatnak kedvezményt, akár el is engedhetik.
A biztosítási törvény és az erős hatósági ellenőrzés miatt a biztosítási szektorban csak korlátozott verseny alakulhatott ki. Azonban a biztosítási piac reformja az egészségügyi intézmények (kórházak) között éles versenyt váltott ki. A biztosítók és a kórházak (az önkormányzati, a nonprofit és a magán egyaránt) minden évben kemény ártárgyaláson szerződnek, az ellátások 90%-ára éves átalánydíjra, a beavatkozások 10%-ra pedig egyedi díjtételekre. Az alku eltérő bevételeket eredményez a kórházak között, a tárgyalási pozíció jelentősen függ a kórház által nyújtott szolgáltatások minőségétől. Részben ezzel függ össze, hogy az EU átlagnál 10%-kal alacsonyabb orvoslétszám mellett a nővérek száma jóval magasabb.
Mivel a holland reform rövid idő alatt a teljes egészségbiztosítási és ellátási rendszert átalakította, kezdetben maguk a hollandok is sok esetben panaszkodtak az új rendszerre. Mindez mára jelentősen megváltozott, a 38 minőségi mutatón alapuló Európai Egészségügyi Fogyasztói Index (European Health Consumer Index) szerint 2009-ben Hollandia az első helyen állt.

### Lengyelország
Lengyelországban állampolgári jogon működő egészségügyi ellátás működött 1997-ig, ekkor áttértek a biztosítási alapú rendszerre. A biztosítási feladatokat ezt követően 16 önálló, állami tulajdonú vajdasági biztosító látta el. A decentralizált rendszer működési zavarai és a magas pénzügyi hiány miatt 2003-tól az egészségbiztosítást központosították, ma az Országos Egészség Alap (Narodowy Fundusz Zdrowia – NFZ) finanszírozza az egészségügyet vajdasági biztosítókon keresztül.
Az egészségügy finanszírozásában az állami kiadások aránya 72,2%, ennek 84,5%-a az állam egészségbiztosítási bevételeiből, a kisebb rész (16,5%) adóból származik, amellyel a költségvetés az inaktív lakosság ellátásának költségét kompenzálja. A magánkiadások aránya magas (27,7%), nagy része készpénzben fizetett co-payment, valamint a – más országokban sem, vagy nem teljes körűen finanszírozott ellátások (alternatív medicina, fürdő- és fogászati kezelések, stb.). A kiegészítő biztosítások rendszere fejletlen, 2004-ben a WHO adati szerint 30 cég kínált privát baleseti egészségügyi biztosítást, 23 teljes körű, 32 pedig kiegészítő biztosítást, a teljes befizetés e biztosításokra 2003-ban kétmilliárd złoty volt, ami mindössze a kiadások 2%-a. Ez összefügg a Lengyelországban is elterjedt hálapénzjelenséggel.
Lengyelország 1990 és 2002 közt 6,6-ról 4,7-re csökkentette az 1000 főre eső kórházi ágyak számát, az átlagos kórházban eltöltött idő is valamelyest csökkent. A lengyel várólisták hosszúak, a kórházak eladósodottak, az egészségügyi munkaerő pedig az európai viszonylatban alacsony fizetések miatt elvándorol. A romló körülmények miatt a kormány 2010-ben reformcsomagot indított, aminek része a központi biztosító 3-4 részre bontása, majd részleges magánosítása is. A kórházak magas adóssága miatt adósságrendezési program is indult, a részvétel feltétele az intézmények önkéntes átalakulása részvénytársaságokká.

### Kanada
A kanadai egészségbiztosítás – hasonlóan az angolhoz – adóból finanszírozott, minden kanadai állampolgár igénybe veheti egységes szabályok (Canada Health Act – Kanada Egészségügyi Törvénye) alapján. A törvényben határozzák meg azokat az orvosi eljárásokat, ellátásokat, amiket az állampolgárok térítés nélkül megkapnak, e körbe tartozik az ellátások többsége. Eltérően az angol rendszertől, ezekre az ellátásokra kiegészítő- vagy magánbiztosítást nem lehet kötni. Meghatározzák azon szolgáltatásokat is, amelyek teljes árát a beteg maga fizeti, ide tartozik a kórházon kívüli kezelés valamennyi gyógyszere, a látás- és hallásjavítás eszközei, a betegszállítás és a fogászati ellátás egésze. Ezen költségek fedezetére lehet magánbiztosításokat kötni, a rászorulók indokolt terheit a helyhatóságok szociális ellátó rendszere támogatja. Az állami és magánkiadások aránya 70:30, a magánkiadások fele kiegészítő biztosítással fedezett.
Az egészségügy rendszere háromszintű: szövetségi, tartományi és területi adminisztrációk (minisztériumok) irányítják, és finanszírozzák a szövetségi előírásoknak megfelelő intézményeket. A kórházak többsége tartományi, területi, és más közösségi tulajdonban van, a szakorvosi és háziorvosi ellátást privát rendelések és szakmai közösségek nyújtják. A kórházi orvosok egy része alkalmazott, de választható a szerződéses viszony, teljesítmény alapú díjazásért. Az ellátás eseti díjait évente tartományi szinten határozzák meg, a díjtételek jelentősen eltérhetnek a különböző tartományok között. A magas költségek miatt a betegek kötelezően először a háziorvosukhoz fordulhatnak, csak ők irányíthatnak tovább beteget szakorvoshoz vagy kórházba. Működik kiváló (az angolhoz hasonló) telefonos orvosi tanácsadó rendszer is.
A lakosság nagyra értékeli az 1966 óta Medicarenek nevezett egészségügyi rendszert. Az orvosok és egészségügyi dolgozók közül sokan, elsősorban az alacsonyabb bérek miatt inkább az amerikai egészségügy elemeit szeretnék adaptálni. A korábbi években csökkent a kórházak és orvosok bevétele, gyorsan nőttek a gyógyszerkiadások. Ezért 2002-ben és 2004-ben jelentős reformokat vezettek be, csökkentették a kórházi ágyak számát, rövidítették a benntartózkodás idejét, megerősítették a háziorvosi rendszert, és szigorították, átláthatóbbá tették a pénzügyi ellenőrzést.

### Szlovákia
Az állampolgári jogon járó egészségügyi ellátást 1994-ben váltotta fel a kötelező egészségbiztosítási rendszer, ekkor tíz egészségbiztosító jött létre, köztük két állami, a többi magántőke bevonásával, állami garanciával működő „félállami". 2004-ben a konzervatív liberális Dzurinda-kormány heves társadalmi ellenállás mellett sikeres gazdaságpolitikai fordulatot hajtott végre, átalakították az adó-, a nyugdíj-, és a szociális rendszer mellett az egészségügyet is. Ez utóbbi keretében bevezették a kórházi co-payment rendszerét (napi 50 korona), a vizit- és receptdíjat (20-20 korona). A szakorvosok háromnegyede magánorvosként dolgozik. A kórházakat vállalati formába szervezték és 51% állami tulajdon mellett lehetővé tették a privatizálásukat, a 12 legnagyobb kórház maradt állami kézben, a biztosítók a 73 kórházból csak 37-tel kötelesek szerződni. A biztosítókat (a két államit is) részvénytársasággá alakították, megszüntették a veszteségeikre korábban érvényes állami garanciavállalást, de engedélyezték 4%-ban maximálva profit elérését, így az utóbbiak valódi magánbiztosítókká váltak.
2007-től az új, baloldali Fico-kormány választási ígéretének megfelelően eltörölte a vizitdíjat (a co-payment más elemeit megtartva), és megpróbálta visszaállamosítani a biztosítókat. Az utóbbitól a heves ellenállás miatt elállt, azonban az engedélyezett nyereséget előbb csökkentette (4-ről 3,5%-ra), majd megtiltotta. A tiltakozások miatt sikertelen maradt az a kísérlet, mely kötelezte volna az állami alkalmazottakat az állami biztosítóba történő egységes visszaléptetésre. Mindezek hatására a magánbiztosítók egy része kivonult, vagy összeolvadt, ma mindössze kettő működik. A magánbiztosítók működésének akadályozását 2011-ben az Alkotmánybíróság alkotmányellenesnek találta, ezért a korlátozó rendelkezéseket megszüntették. A lakosság 65%-át a két állami összevonásával létrejött VsZP, a magánbiztosítók közül a Dovera 25, az Union 5%-ot lát el.
Az egészségbiztosítóknak számottevő hiányuk nincs, az állami tulajdonban lévőt a kormány vagyonátadással, többletjárulék átengedéssel konszolidálja. Jelentős a kórházak adósságállománya: 2008. december végére 273,2 millió euró volt. Ekkor 130,2 millió eurót kapott 25 egészségügyi intézmény 15 éves kölcsönként, nagy részét a 12 állami kórház. Az adósság 2010-re 193,5 euróra nőtt, a legkisebb adóssága a részvénytársaságként működő kórházaknak van. Ezért 2011 végéig az állami kórházakat is részvénytársaságokká alakították át .

### Svájc
Egy betegbiztosítás minden Svájcban élő számára kötelezettség, ami azt jelenti, hogy legalább a törvényben előírt alapszolgáltatásokat magában foglaló biztosítással rendelkeznie kell. Mindenki számára személyenként megkötendő és fizetendő.
Az önrész (Selbstbeteiligung ) független a biztosított jövedelmétöl, az éves franchise (állandó összeg, min. 300 CHF) és a franchise feletti költségek 10%-ból tevődik össze. Minél magasabb a Franchise, annál kevesebb havidíj fizetendö. Alacsony jövedelműek számára a Kantonokon keresztül támogatás (Prämienverbilligung) kérhető, melyeket az éves adóbevallás során jelezni kell.
Az önrész mértéke életkoronként és regiónként különbözik: gyerekek (0–18 éves korig), fiatalok (19–25 éves korig) és a felnőttek (25 éves kortól) különböző mértékben fizetnek.
Mivel a betegbiztosátok önrésze évente változik és biztosítónként, régiónként és életkoronként különböznek (a szolgáltatások viszont nem), lehetőség van évente egyszer, szeptember végén a biztosítások változtatására, miután a Bundesamt für Gesundheit (Egészségügyi minisztérium) a biztosítók ajánlatait felülvizsgálta és engedélyezte.